# Ivan al VI-lea al Rusiei
Ivan al VI-lea Antonovici (în rusă Иван VI Антонович), (n. 12/23 august 1740, Sankt Petersburg, Imperiul Rus – d. 5/16 iulie 1764, Șlisselburg⁠(d), Gubernia Sankt Petersburg⁠(d), Imperiul Rus)  a fost un împărat-copil al Rusiei, proclamat în octombrie 1740, pe când avea doar două luni; de facto însă Ivan nu a domnit, conducerea statului fiind efectuată sub regența lui Ernst Johann von Biron. În timp de cca. un an, el a fost răsturnat de împărăteasa Elisabeta, fiica lui Petru I. Ivan și-a petrecut restul vieții sale ca prizonier și a fost ucis de gărzile sale în timpul unei tentative de eliberare.

## Vezi și
- Lista conducătorilor ruși